# Blu Tiffany
Il blu Tiffany è la varietà di colore blu associata all'azienda statunitense Tiffany & Co.
In alcuni paesi, tra cui gli Stati Uniti, tale colore, utilizzato da Tiffany per le confezioni dei gioielli, è un marchio registrato.
Il colore è una varietà di blu personalizzata, realizzata da Pantone, con spazio dei colori PMS 1837, numero che trae origine dall'anno di fondazione di Tiffany.